# Nicasio Sevilla
Nicasio Sevilla y Sánchez (siglo XIX-1872) fue un escultor español.

## Biografía

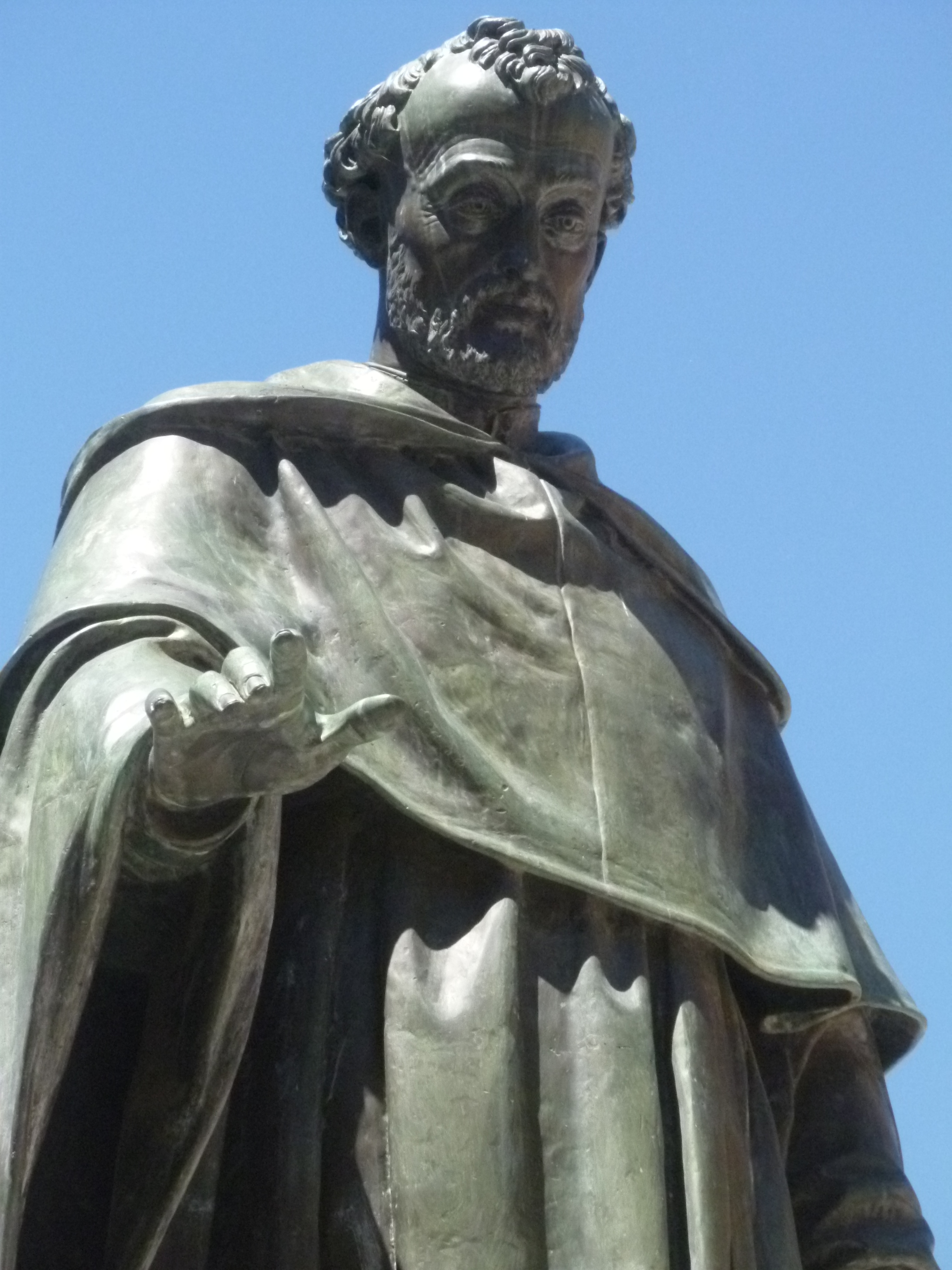
Detalle del monumento a fray Luis de León en Salamanca

Ossorio le hace natural de San Martín de la Vega. Estudió bajo la dirección de José Piquer y en la Academia de Nobles Artes de San Fernando, donde alcanzó diferentes premios de fin de curso. En la Exposición Nacional de 1862 obtuvo mención honorífica por su busto de Francisco Martínez de la Rosa, y en la de 1864 medalla de tercera clase por un Hernán Cortés, estatua en yeso, que se conservaba en el Museo nacional.
Abierto concurso por la Academia de San Fernando para la erección de un monumento a fray Luis de León, Sevilla obtuvo el premio y fue encargado, por consiguiente, de su ejecución, para la que marchó a Roma, siendo inaugurada al fin su obra en 1868 en el patio de las Escuelas Menores, entre la Universidad y el Instituto. En la Exposición Nacional de Bellas Artes celebrada en 1866 presentó un bajorrelieve en yeso, cuyo asunto era La entrega de las llaves de Coimbra, por el que alcanzó consideración de medalla de tercera clase, y la honra de que fuese adquirido por el Gobierno con destino al Museo Nacional del Ministerio de Fomento.
Fueron también obra suya un busto de Hilarión Eslava, otro de Julián Sánchez Ruano y una estatua de santa Teresa de Jesús. Sevilla, a quien el Gobierno concedió en 1870 una encomienda de Carlos III libre de gastos, falleció en los primeros días de enero de 1872.